# بيل كوبر (لاعب كرة قدم أمريكية)
بيل كوبر (بالإنجليزية: Bill Cooper)‏ هو لاعب كرة قدم أمريكية أمريكي، ولد في 12 يوليو 1939 في كارولتون في الولايات المتحدة.

## وصلات خارجية
- بيل كوبر على موقع مرجع كرة القدم المحترفة.كوم (الإنجليزية)